# Cirsonella ateles
Cirsonella ateles là một loài ốc biển, là động vật thân mềm chân bụng sống ở biển thuộc họ Skeneidae.